# Vallombrosaner

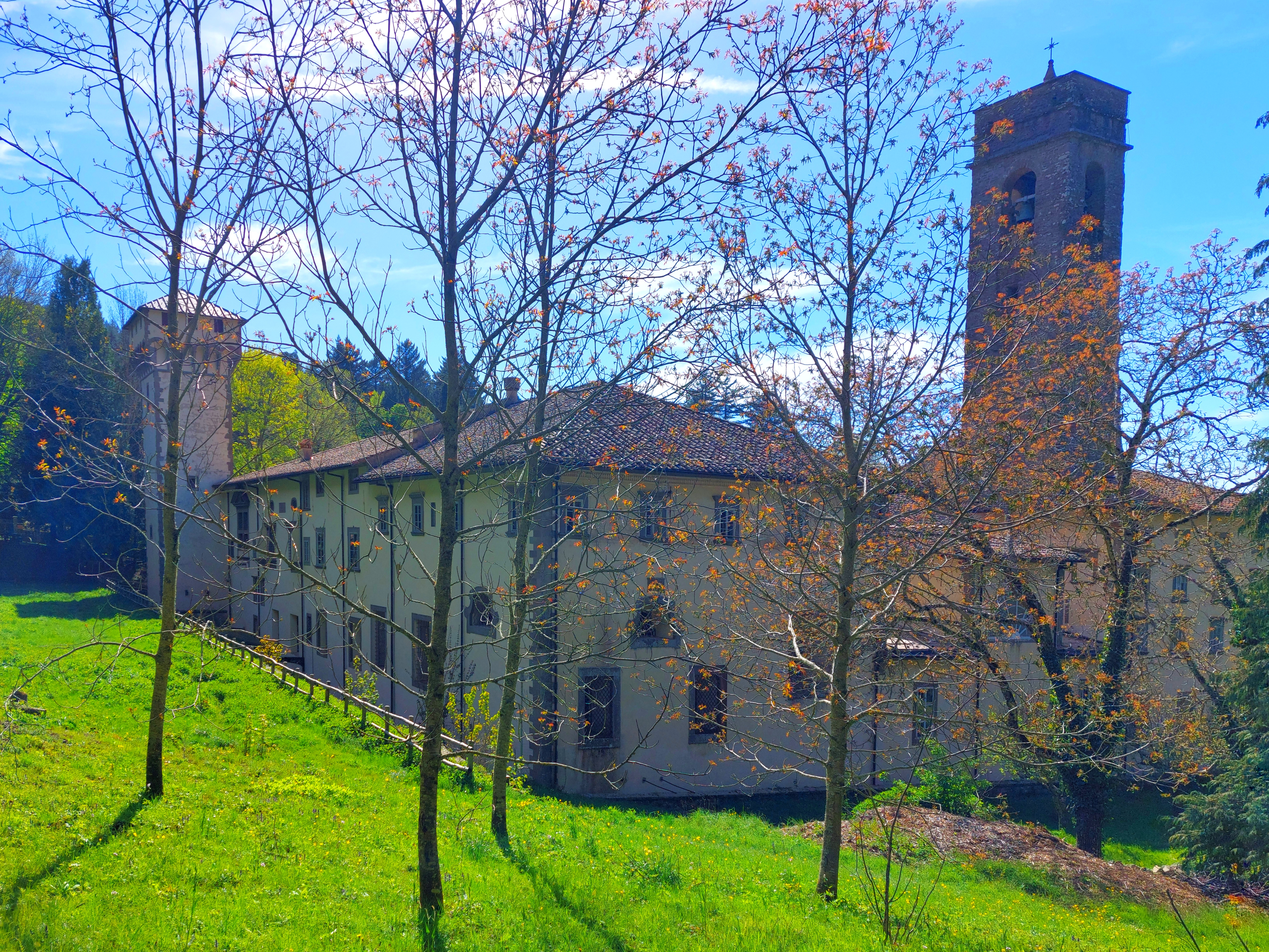
Abtei Vallombosa, Mutterkloster der Vallombrosaner (2024)

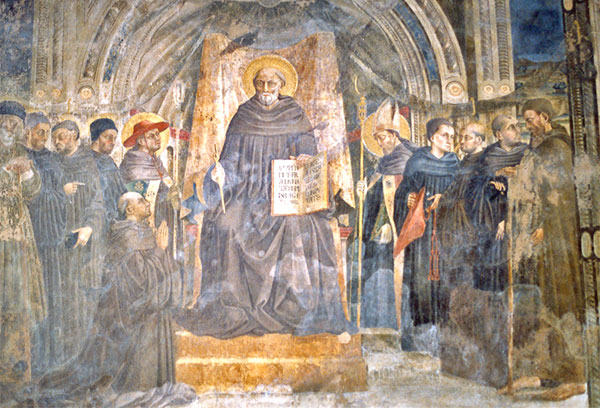
Johannes Gualbertus und Mitbrüder

Die Vallombrosaner oder Vallumbrosaner (lateinisch Congregatio Vallis Umbrosae Ordinis Sancti Benedicti, Ordenskürzel: OSBVall und CVUOSB) sind ein Zweigorden der Benediktiner in der Römisch-Katholischen Kirche. Sie wurden 1039 als Eremitengemeinschaft von Giovanni Gualberto OSB (985 oder 995–1073, Heiligsprechung 1193) gegründet. Den weiblichen Zweig des Ordens gründete die hl. Humilitas (* 1266 in Faenza; † 1310 in Florenz).

## Namensherkunft
Die Namensherkunft wird vom ersten kleinen „Kloster Vallombrosa“ in Acquabella bei Reggello (Toskana) abgeleitet. In diesem Ort errichteten die Mönche ein Kloster und nannten es nach dem, aus dem Lateinisch abgeleiteten Wort „Vallis umbrosa“. (deutsch Schattiges Tal oder Schattental). Der Name des Klosters wurde die Grundlage zur Namensgebung der dort versammelten Mönche, man nannte sie „Vallombrosaner“.

## Geschichte
Gualbertus hatte sich nach seinem Eintritt in die Florentiner Benediktinerabtei San Miniato mit dem dortigen Abt überworfen und begab sich nach Aquabella. Hier schloss er sich den beiden Einsiedlern Paulus und Guntelm an. Es kamen 1036 mehrere Gleichgesinnte aus Florenz und den umliegenden Klöstern hinzu. Somit ergab sich die Notwendigkeit, ein eigenes kleines Kloster zu errichten, welchem sie den Namen „Vallombrosa“ gaben. Die Errichtung und Fertigstellung der Bauten erfolgte 1039, dies wird als das Gründungsjahr angesehen. Die Mönche verfolgten einen streng asketischen Lebenswandel, sie lebten monastisch und auf der Grundlage der Benediktinerregeln Ora et labora (deutsch Bete und arbeite).

### Aufbaujahre
1051 errichteten die Mönche das Kloster Badia a Coltibuono. 1055/56 erhielt die Kongregation, die zunächst eine Vereinigung aus mehreren Klöstern war, durch Papst Viktor II. die päpstliche Approbation. Er stellte den Klosterverband unter seinen persönlichen Schutz. 1090 erfolgte durch Papst Urban II. die erneute Anerkennung. Nach dem Tode Gualbertus begann in Italien eine schnelle Verbreitung der Mönche. Mit einer päpstlichen Bulle stellte Papst Urban II. das Stammkloster Vallombrosa und weitere 50 Zweigklöster, wie zum Beispiel die Badia Ardenga bei Montalcino, unter den Schutz des Heiligen Stuhls. Vom 12. bis zum 14. Jahrhundert wandelte sich diese Klostervereinigung in einen monastischen Orden. An der Spitze stand der Generalabt von Vallombrosa, er wurde von Dekanen unterstützt. In der römischen Kurie war der Orden durch einen Visitator vertreten.

### Päpstliche Protektion
Weitere Bestätigungs- und Schutzbullen für die Klöster der Vallombrosaner folgten 1115 von Paschalis II., 1153 von Anastasius IV. und 1156 von Hadrian IV. Der Orden verbreitete sich unter der päpstlichen Protektion vor allem in Mittel- und Norditalien, so dass er im Jahr 1188 über 53 Klöster und Niederlassungen verfügte. 1485 erfolgte unter Innozenz VIII. der Zusammenschluss mit einer abgespaltenen Kongregation. Eine erste Reform des Ordens erfolgte Mitte des 15. Jahrhunderts und eine weitere zu Beginn des 17. Jahrhunderts. 1662 wurde den Vallombrosanern durch Papst Alexander VII. ein weiterer Benediktinerorden zugeordnet, die Gemeinschaft mit den Silvestrinern wurde jedoch 1678 wieder aufgehoben.
Anfang des 16. Jahrhunderts gründete der Generalabt Milanesi eine Bildungseinrichtung im Stile einer Universität, diese wurde jedoch 1527 durch die Truppen des römisch-deutschen Kaisers Karl V. niedergebrannt. Darüber hinaus bestanden Anfang des 16. Jahrhunderts in Italien und im übrigen Europa mehr als 80 Abteien, rund 200 Priorate, ca. 30 Hospitäler, Pilgerherbergen, Waisenhäuser und etwa 20 Frauenklöster. In den Jahren 1572–1585 unterstützten die Mönche Papst Gregor XIII. bei den großen Kirchenreformen, unter Leitung des Generalabts Nicolini begann ab dem Jahr 1637 der Wiederaufbau der Universität, nachdem bereits 1634 ein Observatorium errichtet worden war.

### Zerstörungen und Wiederaufbau
1808 plünderten die napoleonischen Truppen während der Koalitionskriege das Kloster und verbannten die Mönche, 1810 wurde durch Napoleon Bonaparte der Mönchsorden aufgehoben. Erst 1815 konnten die Mönche nach Vallombrosa zurückkehren. Die nächste Aufhebung erfolgte 1866 durch die italienische Regierung, die Abtei wurde für eine Versteigerung freigegeben. Einige Mönche verblieben im Kloster, um die Kirche und die meteorologische Station zu betreuen. Die Abtei-Gebäude wurden in eine nationale Forstverwaltungsschule umgestaltet. Im Verlauf des 18. und 19. Jahrhunderts wurde infolge der in Italien ständig geführten Kriege eine Vielzahl der bestehenden Klöster vernichtet. Neben dem Stammkloster Vallombrosa bestehen in Italien weitere Klöster in Badia a Passignano, einem Ortsteil (Fraktion) der Gemeinde Barberino Tavarnelle, mit der Grabstätte des hl. Gualberto, in Santa Trinita bei Florenz, in Rom, in Albano Laziale und in Montessoro.

### Gegenwärtige Organisation
1966 schloss sich der bis dahin selbständige Orden als Kongregation der Benediktinischen Konföderation an. Ordensoberhaupt aller Vallumbrosaner-Mönche ist weiterhin der Generalabt, der zugleich Abt im Stammkloster, der Abtei Vallombrosa, ist. Das Generalhaus hat seinen Sitz in Santa Trinita (Florenz). und gehört zum Bistum Albano. Der Generalabt wird durch das Ordenskapitel auf fünf Jahre gewählt und hat einen Sitz im Senat von Florenz, darüber hinaus wurde dem Generalabt der Titel eines Grafen von Monte Verde und Gualdo verliehen. Generalabt der Vallombrosaner ist seit 2007 Giuseppe Casetta (* 1958). Im Jahr 2024 zählten die Vallombrosaner 13 Klöster, von denen sich sieben in Italien, zwei in Brasilien und vier in Indien befinden. Insgesamt zählte die Kongregation 72 Mönche.

## Persönlichkeiten des Ordens
- Generalabt Erizzo von Vallombrosa OSBVall († 1094) war Schüler von Johannes Gualbertus[9]
- Kardinal Lucio Boezio OSBVall (1130 oder 1134–1138)[10]
- Einsiedler Hieronymus von Vallombrosa OSBVall († 1135)[11]
- Generalabt und Bischof Atto (Actus/Attho) von Pistoia OSBVall (1075–1155)[12]
- Johannes von Struma OSBVall († um 1180) unter dem Namen Calixt III. von 1168 bis zum 29. August 1178 Gegenpapst zu Alexander III.
- Tesauro dei Beccheria OSBVall (?–1258)[13]
- Galileo Galilei (1564–1642) war für kurze Zeit Novize in Vallombrosa und erhielt hier einen Teil seiner astrologischen Ausbildung.
- Generalabt Orazio Morandi OSBVall, Astrologe und Lehrer Galileo Galileis (1570–1630)[14]